# David J. Hickson
David John Hickson (* 20. April 1931; † 22. Juni 2016) war ein britischer Wirtschaftswissenschaftler und emeritierter Professor der University of Bradford Management School in Bradford.

## Karriere
Hickson arbeitete im Personalmanagement an der Börse von Bristol, wechselte auf Anraten von Reginald Revans in eine akademische Karriere, wo er bis zu seiner Emeritierung verblieb. Seine Forschungen beschäftigten sich mit dem Einfluss der allgemeinen Kultur auf Entscheidungen in Organisationen in verschiedenen Ländern und den Einflüssen auf die Entscheidungen. Daneben befasste er sich mit Macht- und Bürokratieforschung.
Hickson war Mitgründer der European Group for Organizational Studies (EGOS; 1975, Bréau-sans-Nappe bei Paris) und erster Chefredakteur (1980–1990) der neugegründeten Fachzeitschrift Organization Studies, die er zum führenden Organ der Organisationsforschung in Europa machte. 1998 wurde Hickson als erstes Ehrenmitglied der EGOS geehrt.
Seine beruflichen Tätigkeiten umfassen auch Arbeit am Birmingham College of Advanced Technology, später umbenannt in Aston University, wo er neben Derek S. Pugh der führende Mitarbeiter der Aston-Gruppe wurde. Im Verlauf seiner Karriere war Hickson an Hochschulen und Forschungsinstituten in verschiedenen Ländern beteiligt, unter anderem an einem zweijährigen Forschungsaufenthalt an der University of Alberta Quasi als Nebenprodukt der Tätigkeiten in der Aston-Gruppe entstand durch seine und anderer Arbeit eine Kontingenztheorie der Macht (strategic contingencies theory of interaorganizational power). Nach diesem Modell müssen Organisationen notwendigerweise arbeitsteilig vorgehen. Dadurch entstehen funktionale Interdependenzen, wobei drei strategische Bedingungen die Macht oder Ohnmacht der Einheit bestimmen:
- Bewältigung von Unsicherheit – die Abteilung, die am besten in der Lage ist, mit der aus der Umwelt stammende Unsicherheit zu bewältigen gewinnt an Macht.
- Nichtsubstituierbarkeit – Die Leistung der Abteilung darf nicht oder nur schwer zu ersetzen sein.
- Zentralität – die Abteilung muss hinreichend mit den anderen Abteilungen gekoppelt sein.

Diese Forschungen wurden durch seine Berufung als Professor an der University of Bradford belohnt. Im Rahmen dieser Tätigkeiten war Hickson erheblich an den Forschungen zur Entscheidungstheorie beteiligt.

## Bibliographie

### Artikel
- The Cultural Context of Organizational Control: An International Comparison; 1976 "International Studies of Management and Organization"
- Planned or Prioritized? Two Options in Managing the Implementation of Strategic Decisions; 2003; Journal of Management Studies
- Beyond Planning:: Strategies for Successfully Implementing Strategic Decisions; 2004; Long Range Planning
- Sporadic, fluid and constricted processes: Three types of strategic decision-making in organizations; 2007; Journal of Management Studies
- From Strategy to Action: Involvement and Influence in Top Level Decisions; 2008; Long Range Planning
- The Limits of Trade Union Power in Organisational Decision Making; 2009; in British Journal of Industrial Relations